# Psychotria steyermarkii
Psychotria steyermarkii är en måreväxtart som beskrevs av Paul Carpenter Standley. Psychotria steyermarkii ingår i släktet Psychotria och familjen måreväxter. Inga underarter finns listade i Catalogue of Life.